# Estadio Dr. Adhemar de Barros
El Estadio Municipal Dr. Adhemar de Barros conocido popularmente como Arena da Fonte Luminosa, es un estadio multiusos ubicado en la ciudad de Araraquara en el Estado de São Paulo en Brasil. El recinto fue inaugurado en 1951 y reconstruido en 2009, posee una capacidad para 20.000 personas. El estadio es utilizado  por el club Associação Ferroviária de Esportes que juega en el Campeonato Paulista.
El estadio es propiedad del Ayuntamiento de Araraquara, y su nombre honra a Adhemar Pereira de Barros, político brasileño quien fuera alcalde de la ciudad de São Paulo y gobernador del estado de São Paulo.
Entre 2008 y 2009, el estadio fue objeto de reformas, ampliando su capacidad a más de 20,000 espectadores. Fue reinaugurado el 25 de octubre de 2009 con un juego entre Palmeiras y Santo André válido para el Brasileirão.

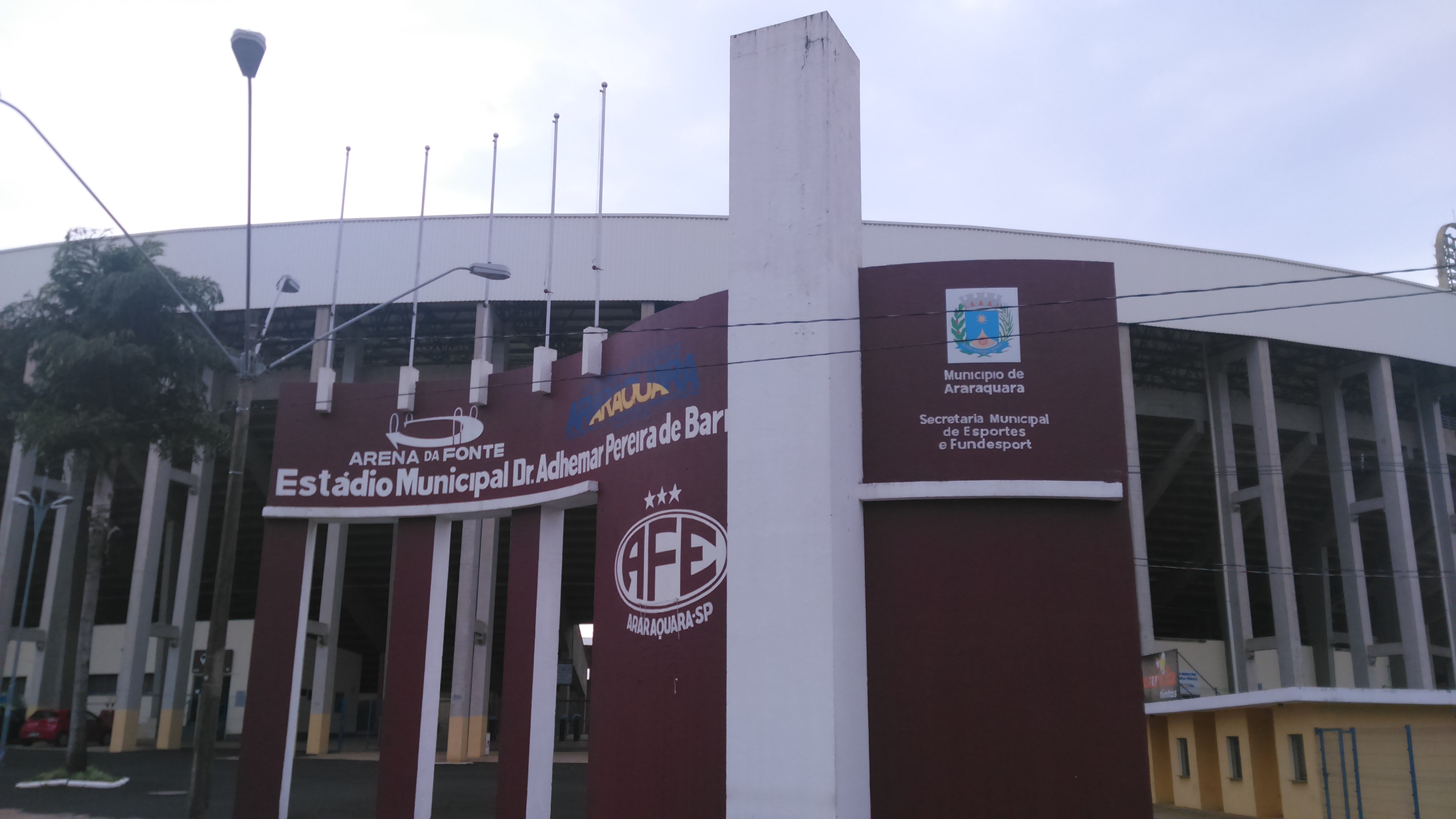
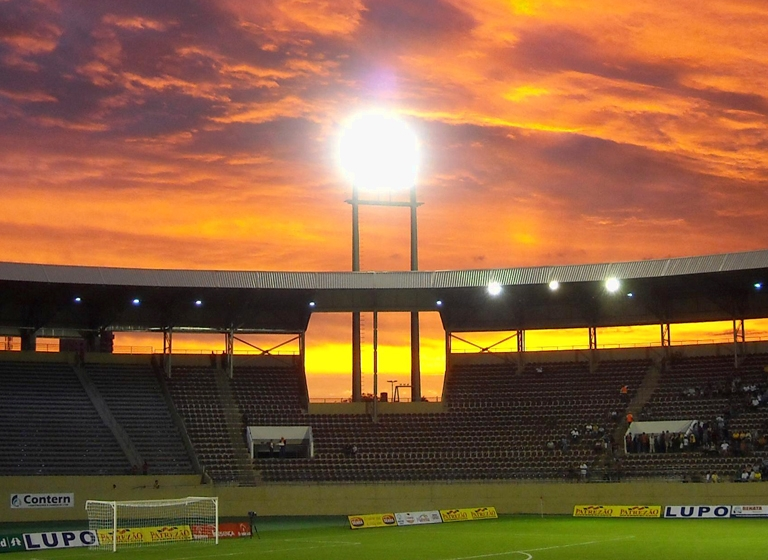